# Jordan Grand Prix
Jordan var ett  brittiskt formel 1-stall som grundades av irländaren Eddie Jordan 1990. 

## Historik
Jordan Grand Prix grundades av den irländske affärsmannen Eddie Jordan och fick sitt namn efter honom. Stallet debuterade i formel 1 säsongen 1991. Eddie Jordan hade tidigare ett eget stall Eddie Jordan Racing i formel 3000, som bland annat vann mästerskapet med fransmannen Jean Alesi. 

### 1991

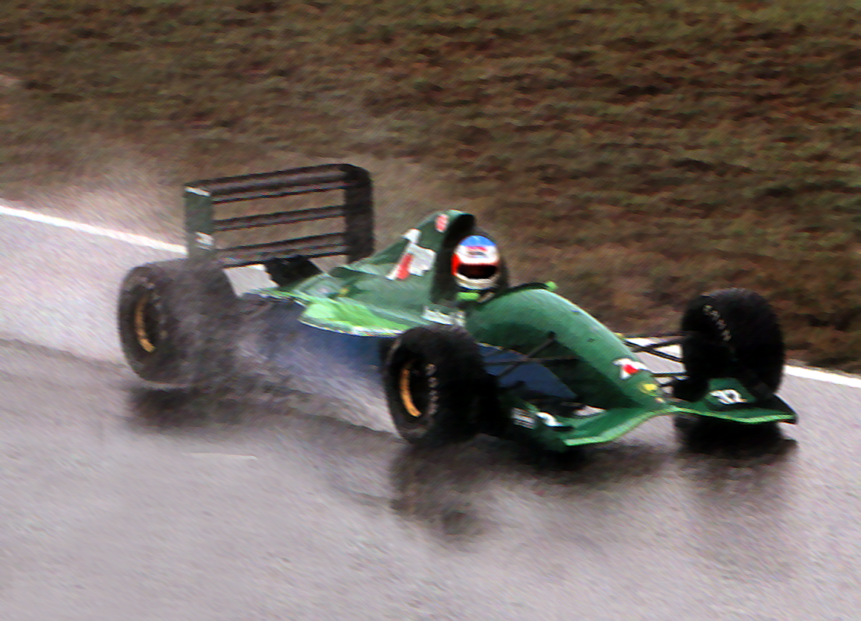
Michael Schumacher i.

Första säsongen 1991 blev en godkänd säsong för det nya F1-stallet som med Fordmotorerna lyckades skrapa ihop 13 poäng.
Inför säsongen hade man kontrakterat veteranen Andrea de Cesaris från Scuderia Italia och belgaren Bertrand Gachot från Coloni. I debutloppet kom Gachot tia, medan de Cesaris inte kvalade in. De första poängen tog man i Kanada där man slutade överraskande på fjärde och femte plats, med De Cesaris som fyra. De Cesaris visade bra form och tog även poäng i de två efterföljande loppen.
I den elfte deltävlingen i Belgien hoppade en tysk rookie vid namn Michael Schumacher in istället för Gachot, efter att denne sprutat tårgas på en taxichaufför i London. Gachot dömdes till fängelse i sex månader i augusti 1991 och där började karriären dala. Gachot har stor del i Schumachers framgång.
Schumacher övertygade fantastiskt i kvalet, men i loppet fick han tyvärr bryta på första varvet. Den unge tysken imponerade på Benettonchefen Flavio Briatore, som värvade över honom. Brasilianen Roberto Moreno fick köra i Italien och Portugal utan framgång varför de tre sista loppen i stället kördes av italienaren Alex Zanardi.

### 1992
Säsongen 1992  lämnade Andrea de Cesaris för Tyrrell och därifrån kom istället italienaren Stefano Modena. Andreförare blev brasilianen Maurício Gugelmin, som kom från Leyton House. 
Inför säsongen bytte man från Ford- till Yamahamotorer men 1992 blev en riktig fiaskosäsong jämfört med debutsäsongen. Jordan tog endast en poäng, vilket man gjorde i sista Modenas sista lopp.

### 1993
Fiaskot med Yamahamoterna gjorde att Jordan valde att köra med Hartmotorer säsongen 1993. Stefano Modena och Maurício Gugelmin fick sparken och ersattes med den 21-årige brasilianen Rubens Barrichello och italienaren Ivan Capelli. 
Säsongen började lika illa som den innan och när Capelli inte lyckades kvala in till loppet i Brasilien fick han sparken. Han ersattes av den belgiske veteranen Thierry Boutsen, som körde de tio efterföljande loppen. I Italien ersattes dock Boutsen av Marco Apicella, som fick köra sitt första och enda F1-race. Apicella bröt efter en kollision på första varvet, där även Barrichello var inblandad. Apicella ersattes i Portugal av italienaren Emanuele Naspetti, som här körde sitt sista F1-lopp. När två lopp återstod av säsongen hade man ännu inte tagit någon poäng. Britten Eddie Irvine hoppade in i Japan och gjorde där ett fantastiskt debutlopp och slutade på sjätte plats. Barrichello var dock ännu bättre och kom femma, vilket sammanlagt blev tre poäng. Dessa var de enda man tog 1993.

### 1994
Säsongen 1994 fortsatte Rubens Barrichello och Eddie Irvine och man fortsatte även med Hartmotorer. I det första loppet för säsongen i Brasilien startade Barrichello från fjortonde plats och lyckades sensationellt komma fyra, vilket var Jordans dittills bästa placering. Irvine ansågs ha orsakat den hemska kollisionen mellan fyra bilar och stängdes av i tre lopp. Japanen Aguri Suzuki ersatte Irvine i Stilla havets Grand Prix i Japan.  Men den tävlingen blev ihågkommen av ett annat skäl då Barrichello kom trea, vilket var hans och stallets dittills bästa placering. 
I det tragiska loppet i San Marino var Barrichello med om en otäck krasch under träningen, men klarade sig mirakulöst men tvingades avstå loppet. Endast Andrea de Cesaris, som gjorde comeback i Jordan och ersatte Suzuki, deltog. 
I Monaco var Barrichello tillbaka och de Cesaris, som körde i stället för den avstängde Irvine, slutade på fjärde plats. Resten av säsongen blev mycket framgångsrik för stallet och Jordan var nu att räkna med. I ett kaosartat kval i Belgien tog Barrichello stallets första pole position. 
Under resten av säsongen tog man fem fjärdeplatser, varav Barrichello tre, och en femteplats som Irvine tog.
Jordan tog 28 poäng och slutade femma i konstruktörsmästerskapet vilket väckte ett visst intresse inför den kommande säsongen.

### 1995
Säsongen 1995 var förväntningarna höga på Jordan i och med den fina säsongen innan. 
Stallet fortsatte med förarna Rubens Barrichello och Eddie Irvine men bytte till
Peugeotmotorer.
I Spanien tog Irvine stallets första poäng för säsongen. 
I Kanada körde både Barrichello och Irvine fantastiskt. Barrichello blev tvåa, en halv minut efter vinnaren, och Irvine trea.
Förväntningarna var därför höga inför loppet i Frankrike, men Barrichello tog i alla fall en poäng där. Resten av säsongen tog man två sjätteplatser och två fjärdeplatser, av vilka förarna tog en var. Säsongen var sämre än förväntad. Höjdpunkten var självklart Kanadas Grand Prix. Förarna var jämbördiga, Barrichello tog elva poäng och Irvine tio.

### 1996
Inför säsongen 1996 lämnade Eddie Irvine stallet för Ferrari. Hans ersättare blev britten Martin Brundle, som skulle backa upp Rubens Barrichello.
Barrichello kom tillbaka efter att ha brutit i de två första loppen och kom fyra i Argentina och sedan femma i två raka lopp. 
Brundle kom sexa I Europas Grand Prix. Under resten av säsongen kom Barrichello bland annat fyra i Storbritannien och femma i Italien. Brundle, som kom fyra i Italien, körde ihop åtta poäng och Barrichello 14. Frågan var hur länge Jordan skulle kunna behålla Barrichello?

### 1997
Säsongen 1997 blev en nystart för stallet, som inte tagit det sista steg som många förväntat sig. Man kontrakterade två unga förare, Michael Schumachers lillebror Ralf Schumacher, som vunnit Formel Nippon, och italienaren Giancarlo Fisichella. 
Ralf anklagades, trots sin talang, för att köra vårdslöst och i Argentina körde han på Fisichella och kom på tredje plats. Trots det fina resultatet var Eddie Jordan bekymrad. I Kanada var det Fisichellas tur att komma på pallen. Ralf gjorde sedan fyra bra lopp där han tog poäng i samtliga, medan Fisichella inte tog en enda. I det efterföljande loppet i Belgien svarade Fisichella med fantastisk körning och kom tvåa, vilket var hans dittills bästa i karriären. Fisichellas fina form fortsatte och han kom fyra i två raka lopp, medan Ralf hade det motigare. Fisichella körde in 20 och Schumacher 13 poäng och Jordan slutade med dessa femma i konstruktörsmästerskapet 1997.

### 1998
Inför säsongen 1998 värvade Jordan världsmästaren från 1996, Damon Hill. 
Giancarlo Fisichella gick till Benetton medan Ralf Schumacher blev andreförare. Man gick nu över till Mugen Honda-motorer. 
Säsongen började inget vidare för Jordan, Hill övertygade inte och Schumacher var inte bättre han. Man tog inte en enda poäng i de första åtta loppen, men i det nionde kom Schumacher sexa och i de efterföljande loppen började poängen ramla in.
Höjdpunkten kom dock i Belgien. Michael Schumacher ledde överlägset men tvingades bryta, vilket gav Hill Jordans första F1-seger och med Ralf Schumacher på andra plats. 
Jordan hyllades nu över hela världen och man började spekulera om en topplacering i konstruktörsmästerskapet. I det följande loppet kom Ralf trea och i säsongens sista lopp kom Hill fyra. Stallet tog sammanlagt tre pallplatser. Hill tog 20 poäng och Schumacher 14 vilket gav Jordan 34 poäng och en fjärdeplats i konstruktörsmästerskapet. Det var bara fyra poäng efter mästarstallet Williams, som inte vann ett enda lopp under 1998.

### 1999

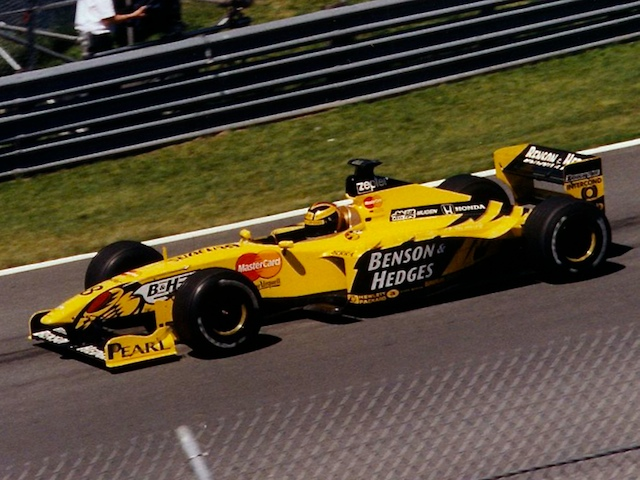
Heinz-Harald Frentzen i.

Säsongen 1999 skulle bli Jordans bästa då man faktiskt utmanade om VM-titeln. 
Damon Hill var kvar men Ralf Schumacher lämnade stallet och ersattes av landsmannen Heinz-Harald Frentzen, efter en bytesaffär med Williams.
Jordan visade tidigt att man tillhörde toppen när Frentzen kom tvåa i det första loppet i Australien och trea i det andra i Brasilien. Dessutom kom Hill fyraa i tredje loppet i San Marino och Frentzen fyra i det fjärde i Monaco.
I Frankrike var det dags för Jordan att ta sin första seger.
Frentzen startade från femte rutan och visade klassen och tog sin andra seger och även Jordans andra seger. I de sex efterföljande loppen slutade Frentzen 4-4-3-4-3 innan han tog sin andra seger för säsongen i Italien. 
I det efterföljande Europas Grand Prix stod Frentzen i pole position och ledde större delen av loppet, men tvingades bryta av samma anledning som Hill gjort tidigare i loppet och därmed försvannhans chanser till en VM-titel. Frentzens slutade trea i förarmästerskapet och Jordan blev med sina 61 poäng trea i konstruktörsmästerskapet.

### 2000
Inför säsongen 2000 lade Damon Hill av och Heinz-Harald Frentzen blev försteförare. Andreförare blev italienaren Jarno Trulli som kom från Prost. 
Båda förara bröt i säsongens första lopp men i det andra i Brasilien kom Frentzen trea och Trulli fyra. Resten av säsongen blev ingen upprepning av den fantastiska säsongen innan. Mot slutet av säsongen körde dock Frentzen upp sig från sjunde startrutan till en tredjeplats i USA. Jordan tog 17 poäng och slutade med dessa sexa i konstruktörsmästerskapet.

### 2001
Säsongen 2001 fortsatte man med Heinz-Harald Frentzen och Jarno Trulli som förare men ekonomin började dala. Frentzen och Trulli hade var sin fjärdeplats som bästa resultat när serien kom till Kanada. Där ersattes en skadad Frentzen av brasilianen Ricardo Zonta som även fick köra i Tyskland. Frentzen lämnade stallet mitt under säsongen och gick till Prost. Zonta lyckades inget vidare och i de resterande loppen fick den franske veteranen Jean Alesi köra.
Jordan tog sammanlagt 19 poäng och kom femma i konstruktörsmästerskapet.

### 2002

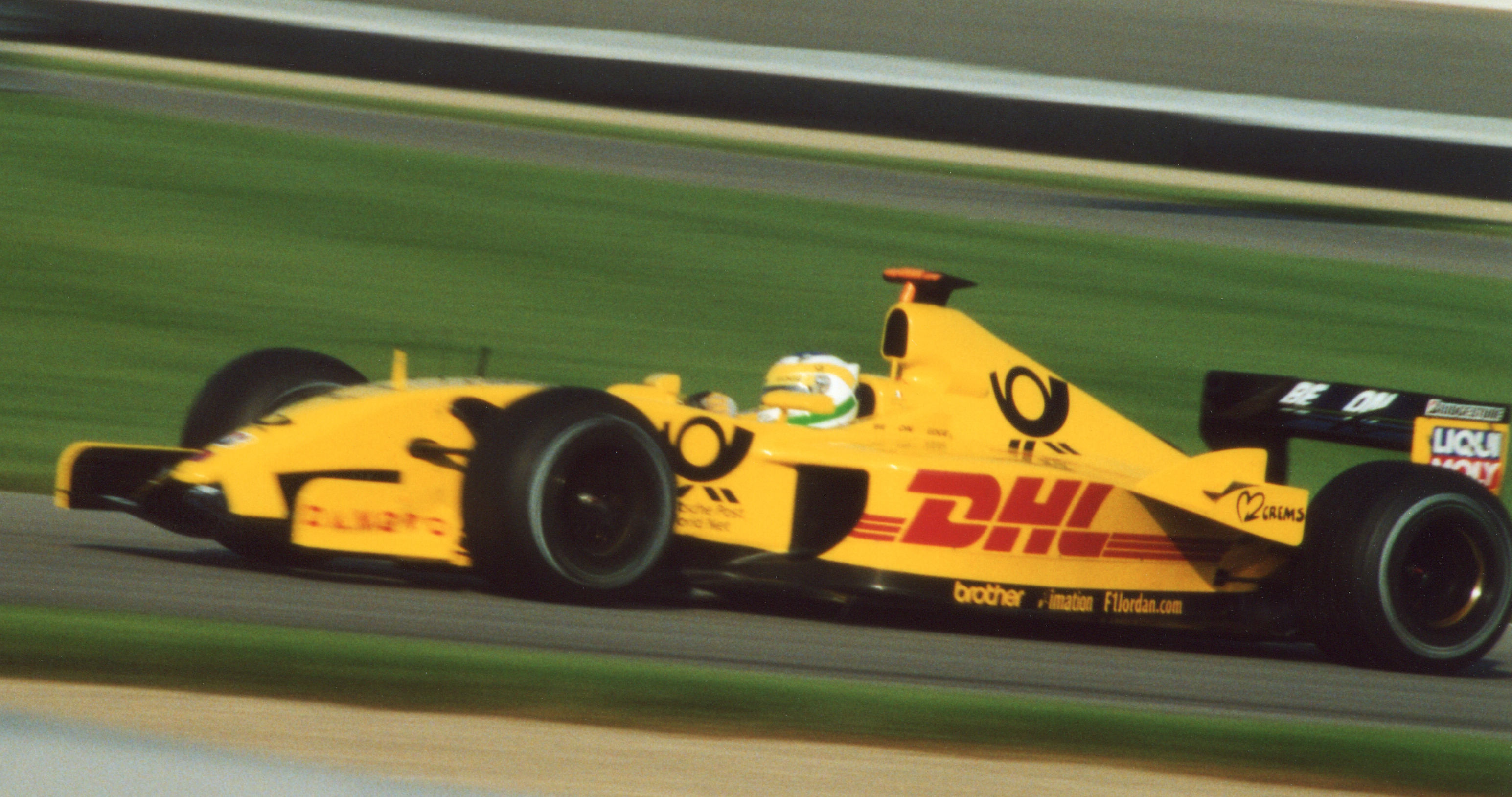
Giancarlo Fisichella i.

Inför säsongen 2002 kom Giancarlo Fisichella tillbaka till Jordan. Andreförare blev den japanske rookien Takuma Sato. 
Jordan hade inte tagit någon poäng under de fem första loppen, men sedan vaknade Fisichella och tog femteplatserna i Österrike, Monaco och Kanada.  Fisichella kraschade under kvalificeringen i Frankrike och fick då rådet av läkarna att inte starta i loppet. Fram till sitt hemmalopp i Japan var Sato poänglös, men till hemmapublikens förtjusning tog han en femteplats och sina två enda poäng. Totalt tog Jordan nio poäng och slutade sexa i konstruktörsmästerskapet.

### 2003
Säsongen 2003 var Giancarlo Fisichella kvar medan den mindre lyckade Takuma Sato ersattes av irländaren Ralph Firman. Bilarna utrustades åter med Fordmotorer. 
De två inledande loppen blev misslyckade för Jordan och i Brasilien hade man inte heller några förhoppningar.  Då regnet började ösa ner körde de flesta bilarna av banan. Fisichella låg långt bak och var helt plötsligt i ledningen. 
Han klarade sig i ovädret och lyckades därmed sensationellt ge Jordan en seger. 
I Tyskland kraschade Firman kraftigt och skadades och fick ersättas av ungraren Zsolt Baumgartner i två lopp men denne imponerade inte alls. 
Jordan tog 13 poäng, varav 10 i Brasilien, och slutade näst sist i konstruktörsmästerskapet. Jordanstallet var inte längre att räkna med.

### 2004
Inför säsongen 2004 gick försteföraren Giancarlo Fisichella till Sauber och ersattes av tysken Nick Heidfeld från just Sauber. Andreförare blev italienaren Giorgio Pantano. Stallet fortsatte köra med Cosworthmotorer.
Säsongen blev ett fiasko. Heidfeld tog visserligen poäng i Kanada, men det var efter att fyra förare diskvalificerats. Där ersattes för övrigt Pantano av tysken Timo Glock, som även körde de tre sista loppen, eftersom Pantano inte alls kört bra. Jordan tog sammanlagt fem poäng och slutade näst sist i konstruktörsmästerskapet.

### 2005

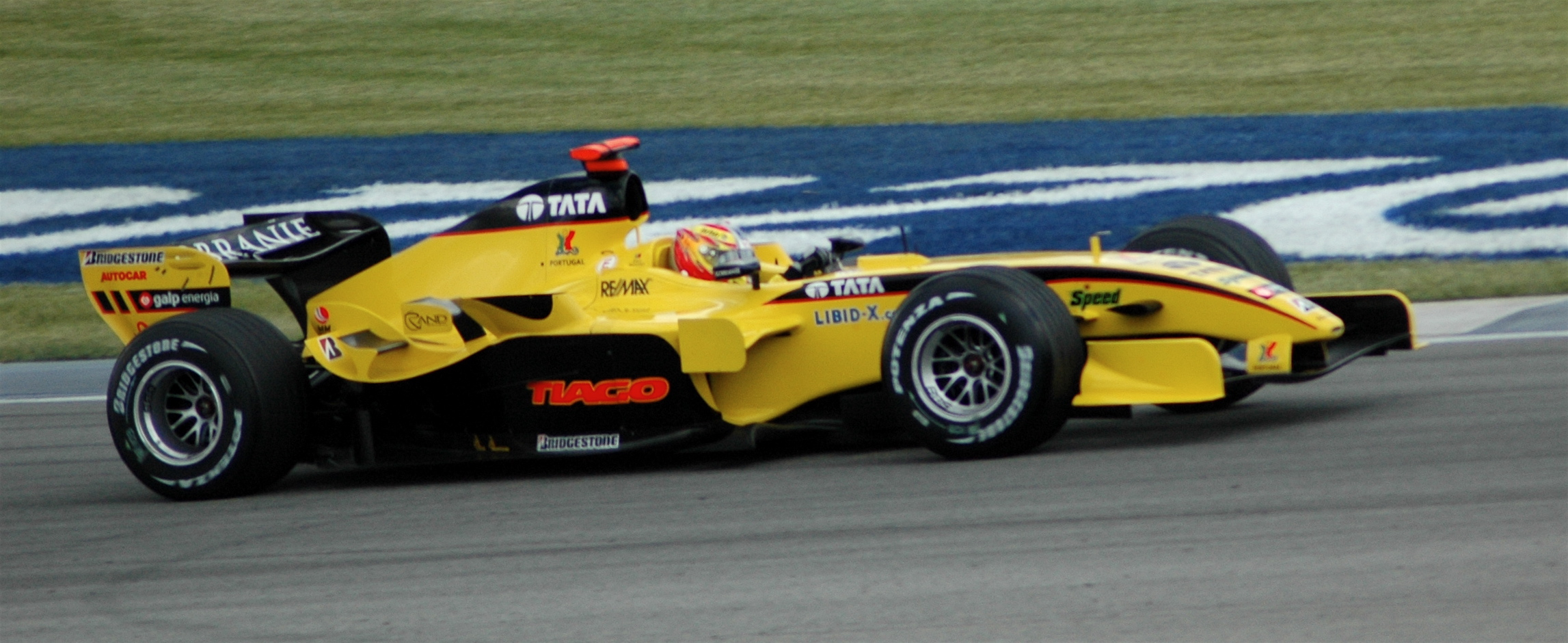
Tiago Monteiro i, där han tog Jordans sista pallplats.

Säsongen 2005 skulle komma att bli Jordans sista, innan det köptes upp och blev Midland F1 Racing. Med dålig ekonomi får man dåliga förare. Portugisen Tiago Monteiro blev försteförare och indiern Narain Karthikeyan andreförare. 
Stallet var poänglöst fram till skandalloppet i USA, där inga stall med Michelindäck startade på grund av säkerhetsrisken. Endast sex förare kom till start av vilka Monteiro slutade trea och Karthikeyan fyra. Senare i Belgien kom Monteiro på åttonde plats och tog då Jordans allra sista poäng.
Jordan tog sammanlagt tolv poäng och avslutade med att komma nia i konstruktörsmästerskapet.

## F1-säsonger
| Säsong | Tävlingsnamn                                  | Bil                      | Motor               | Däck | Poäng | VM-plac. | Förare 1              | Förare 2              | Övriga förare                                                 |
| ------ | --------------------------------------------- | ------------------------ | ------------------- | ---- | ----- | -------- | --------------------- | --------------------- | ------------------------------------------------------------- |
| 1991   | Team 7Up Jordan                               | Jordan 191               | Ford HB 3.5 V8      | G    | 13    | 5:a      | Alex Zanardi          | Andrea de Cesaris     | Bertrand Gachot Roberto Moreno Michael Schumacher             |
| 1992   | Sasol Jordan Yamaha                           | Jordan 192               | Yamaha 3.5 V12      | G    | 1     | 11:a     | Stefano Modena        | Maurício Gugelmin     |                                                               |
| 1993   | Sasol Jordan                                  | Jordan 193               | Hart 3.5 V10        | G    | 3     | 10:a     | Rubens Barrichello    | Eddie Irvine          | Marco Apicella Thierry Boutsen Ivan Capelli Emanuele Naspetti |
| 1994   | Sasol Jordan                                  | Jordan 194               | Hart 3.5 V10        | G    | 28    | 5:a      | Rubens Barrichello    | Eddie Irvine          | Andrea de Cesaris Aguri Suzuki                                |
| 1995   | Total Jordan Peugeot                          | Jordan 195               | Peugeot 3.0 V10     | G    | 21    | 6:a      | Rubens Barrichello    | Eddie Irvine          |                                                               |
| 1996   | B&H Total Jordan Peugeot Total Jordan Peugeot | Jordan 196               | Peugeot 3.0 V10     | G    | 22    | 5:a      | Rubens Barrichello    | Martin Brundle        |                                                               |
| 1997   | B&H Total Jordan Peugeot                      | Jordan 197               | Peugeot 3.0 V10     | G    | 33    | 5:a      | Ralf Schumacher       | Giancarlo Fisichella  |                                                               |
| 1998   | B&H Jordan                                    | Jordan 198               | Mugen Honda 3.0 V10 | G    | 34    | 4:a      | Damon Hill            | Ralf Schumacher       |                                                               |
| 1999   | B&H Jordan                                    | Jordan 199               | Mugen Honda 3.0 V10 | B    | 61    | 3:a      | Damon Hill            | Heinz-Harald Frentzen |                                                               |
| 2000   | B&H Jordan                                    | Jordan EJ10              | Mugen Honda 3.0 V10 | B    | 17    | 6:a      | Heinz-Harald Frentzen | Jarno Trulli          |                                                               |
| 2001   | B&H Jordan                                    | Jordan EJ11              | Honda 3.0 V10       | B    | 19    | 5:a      | Jarno Trulli          | Jean Alesi            | Heinz-Harald Frentzen Ricardo Zonta                           |
| 2002   | DHL Jordan Honda                              | Jordan EJ12              | Honda 3.0 V10       | B    | 9     | 6:a      | Giancarlo Fisichella  | Takuma Sato           |                                                               |
| 2003   | Jordan Ford                                   | Jordan EJ13              | Cosworth RS1        | B    | 13    | 9:a      | Giancarlo Fisichella  | Zsolt Baumgartner     | Ralph Firman                                                  |
| 2004   | Jordan Ford                                   | Jordan EJ14              | Cosworth RS2        | B    | 5     | 9:a      | Nick Heidfeld         | Timo Glock            | Giorgio Pantano                                               |
| 2005   | Jordan Grand Prix                             | Jordan EJ15 Jordan EJ15B | Toyota RVX-05       | B    | 12    | 9:a      | Tiago Monteiro        | Narain Karthikeyan    |                                                               |

| 1. Belgien 1998 2. Frankrike 1999 3. Italien 1999 4. Brasilien 2003 |

| 1. Belgien 1994 2. Europa 1999 |

| 1. Ungern 1991 2. Spanien 1997 |